# Ciklofenil
A ciklofenil nem-szteroid ösztrogénreceptor-modulátor. Bár a ciklofenil nagyon gyenge ösztrogénhatású vegyület, az ösztrogénreceptorokhoz kapcsolódik, és meggátolja az erősebb ösztrogénhatású vegyületek kötődését.  Az ösztrogén-béta (ERβ)-receptorhoz nagyobb affinitása van, mint ERα-hoz.
Antiösztrogén hatása miatt tiltott doppingszer.
Férfi atléták, ritkábban testépítők használják napi 400–600 mg adagban, mert növeli a tesztoszteronszintet. Egy heti szedés után kezd hatni, és akkor sem okoz drasztikus változást. Elhagyásakor depresszió léphet fel.
Nőkben elősegíti a peteérést.
Scleroderma(en) gyógyítására folytattak vele kísérleteket, de nem bizonyult elég hatékonynak.

## Készítmények
Nemzetközi forgalomban:
- Fertodur
- Menopax
- Neoclym
- Oginex
- Ondogyne
- Ondonid
- Rehibin
- Sanocrisin
- Sexadieno
- Sexovar
- Sexovid

Magyarországon nincs forgalomban.